# الرابية (الثورة)
الرابية قرية سورية تتبع ناحية المنصورة في منطقة الثورة في محافظة الرقة. بلغ عدد سكانها 243 نسمة في عام 2004 حسب إحصاء المكتب المركزي للإحصاء.